# 科斯泰內茨
科斯泰內茨是保加利亞西南部索菲亞州科斯泰內茨市鎮的城镇及行政中心。
镇內有大量的礦泉和水療中心，提供康復、娛樂和度假設施，吸引了眾多遊客。有利的氣候及溫泉和鄰近首都的位置使得科斯泰內茨是保加利亞的度假聖地。這裡也有很多自然和歷史景點。镇內也有溫泉別墅。